# دواب كالوس (سررود الجنوبي)
دواب کالوس (بالفارسية: دواب کالوس) هي قرية تقع في إيران في قسم سررود الجنوبي الريفي. يقدر عدد سكانها بـ 53 نسمة .